# Lee-Roy Newton
Lee-Roy Newton (19 dicembre 1978) è un ex velocista sudafricano, campione mondiale della staffetta 4×100 metri a Edmonton 2001.

## Palmarès
| Anno | Manifestazione          | Sede        | Evento  | Risultato | Prestazione | Note             |
| ---- | ----------------------- | ----------- | ------- | --------- | ----------- | ---------------- |
| 1999 | Mondiali                | Siviglia    | 4×100 m | 6º        | 38"74       | Record nazionale |
| 2001 | Mondiali                | Edmonton    | 4×100 m | Oro       | 38"47       | Record nazionale |
| 2004 | Campionati africani     | Brazzaville | 4×100 m | Argento   | 39"59       |                  |
| 2006 | Giochi del Commonwealth | Melbourne   | 4×100 m | Argento   | 38"98       |                  |
| 2006 | Campionati africani     | Bambous     | 4×100 m | Argento   | 39"68       |                  |